# ユニオン郡 (サウスダコタ州)
ユニオン郡（英: Union County）は、アメリカ合衆国サウスダコタ州の南東部隅に位置する郡である。2010年国勢調査での人口は14,339人であり、2000年の12,584人から14.4％増加した。元々コール郡と命名されていたが、設立時の南北戦争に対する感情からユニオン郡と改名された。郡庁所在地はエルクポイント市（人口1,963人）であり、同郡で人口最大の町はノーススーシティ市（人口2,530人）である。
ユニオン郡は、アイオワ州のスーシティを中心としてアイオワ州、ネブラスカ州、サウスダコタ州に跨るスーシティ大都市圏に属している。2006年の雑誌「プログレッシブ・ファーマー」で、ユニオン郡は「学校が良く、町が清潔で、人々が友好的である」のでアメリカ合衆国で「住むのに最適の場所」第2位に位置づけられた。

## 地理
アメリカ合衆国国勢調査局に拠れば、郡域全面積は467平方マイル (1,210 km2)であり、このうち陸地は460平方マイル (1,192 km2)、水域は7平方マイル (17 km2)で水域率は1.43％である。

### 主要高規格道路
| - 州間高速道路29号線 - サウスダコタ州道11号線 - サウスダコタ州道19号線 - サウスダコタ州道46号線 | - サウスダコタ州道48号線 - サウスダコタ州道50号線 - サウスダコタ州道105号線 |

### 隣接する郡
- リンカーン郡 - 北
- スー郡 (アイオワ州) - 北東
- プリマス郡 (アイオワ州) - 東
- ウッドベリー郡 (アイオワ州) - 南東
- ダコタ郡 (ネブラスカ州) - 南
- ディクソン郡 (ネブラスカ州) - 南西
- クレイ郡 - 西

### 国立保護地域
- ミズーリ国立レクリエーション河川（部分）

## 人口動態
以下は2000年の国勢調査による人口統計データである。
| 基礎データ - 人口: 12,584人 - 世帯数: 4,927 世帯 - 家族数: 3,517 家族 - 人口密度: 11人/km2（27人/mi2） - 住居数: 5,345軒 - 住居密度: 4軒/km2（12軒/mi2） 人種別人口構成 - 白人: 96.85% - アフリカン・アメリカン: 0.33% - ネイティブ・アメリカン: 0.37% - アジア人: 1.34% - 太平洋諸島系: 0.01% - その他の人種: 0.24% - 混血: 0.87% - ヒスパニック・ラテン系: 1.26% 年齢別人口構成 - 18歳未満: 27.0% - 18-24歳: 7.3% - 25-44歳: 28.4% - 45-64歳: 23.7% - 65歳以上: 13.5% - 年齢の中央値: 37歳 - 性比（女性100人あたり男性の人口） - 総人口: 99.2 - 18歳以上: 98.3 | 世帯と家族（対世帯数） - 18歳未満の子供がいる: 34.8% - 結婚・同居している夫婦:62.0% - 未婚・離婚・死別女性が世帯主: 6.3% - 非家族世帯: 28.6% - 単身世帯: 24.2% - 65歳以上の老人1人暮らし: 10.3% - 平均構成人数 - 世帯: 2.53人 - 家族: 3.02人 収入と家計 - 収入の中央値 - 世帯: 44,790米ドル - 家族: 51,227米ドル - 性別 - 男性: 35,406米ドル - 女性: 23,440米ドル - 人口1人あたり収入: 24,355米ドル - 貧困線以下 - 対人口: 5.5% - 対家族数: 3.7% - 18歳未満: 4.9% - 65歳以上: 10.7% |

## 都市と町
- アルセスター
- アルゼン
- ベレスフォード
- エルクポイント - 郡庁所在地
- ゲーリオーウェン
- ジェファーソン
- ノラ
- ノーススーシティ
- リッチランド
- スピンク

## ゴーストタウンと廃村
- エメット
- ゴスランド
- ヒルサイド
- テキサス

### 郡区
ユニオン郡下記13の郡区に分けられている。
| - アルセスター - ビッグスー - ビッグスプリングス - ブリュレ - シビルベンド - エルクポイント - エメット | - ジェファーソン - プレーリー - クインシー - スーバレー - スピンク - バージニア |

またリッチランドという未編入領域もある。